# Hoplinus echinatus
Hoplinus echinatus är en insektsart som först beskrevs av Philip Reese Uhler 1893.  Hoplinus echinatus ingår i släktet Hoplinus och familjen styltskinnbaggar. Inga underarter finns listade i Catalogue of Life.